# Thomas Ostermeier

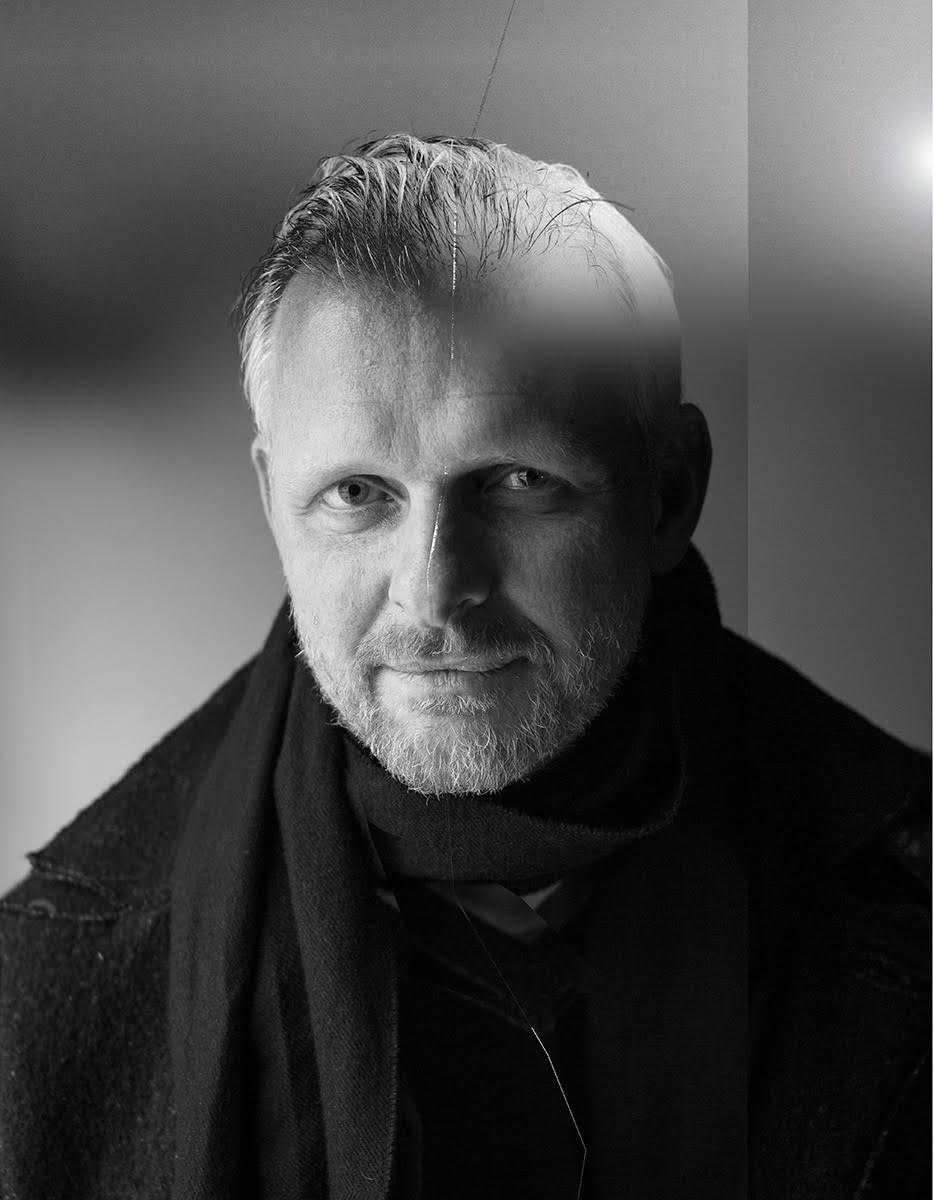
Thomas Ostermeier (2018)

Thomas Ostermeier (* 3. September 1968 in Soltau) ist ein deutscher Theaterregisseur und Intendant. Er ist seit 1999 künstlerischer Leiter der Schaubühne am Lehniner Platz in Berlin.

## Leben
Ostermeier wurde im niedersächsischen Soltau geboren und wuchs in Landshut auf. 1990/91 spielte er im Faust-Projekt des Theaterregisseurs Einar Schleef an der Hochschule der Künste Berlin. 1992 begann Ostermeier ein Regiestudium an der Hochschule für Schauspielkunst Ernst Busch in Berlin. Während seines Studiums arbeitete er als Assistent von Manfred Karge am Berliner Ensemble.
1996 machte Ostermeier nicht nur mit seiner Abschlussinszenierung, dem Theaterprojekt Recherche Faust/Artaud, auf sich aufmerksam, sondern auch als Anführer eines Studentenprotests, der die Abwicklung der Schauspielschule verhinderte - diese hätte mit der Schauspielsektion der heutigen Universität der Künste zusammengelegt werden sollen. Infolgedessen wurde ihm 1996 vom Intendanten Thomas Langhoff die künstlerische Leitung der Baracke, einer Nebenspielstätte des Deutschen Theaters Berlin, übertragen. 1998 wurde die Baracke unter Ostermeiers Leitung in der Kritikerumfrage der Zeitschrift Theater heute zum Theater des Jahres gewählt. Im Herbst 1999 wurde Ostermeier als Nachfolger von Andrea Breth Künstlerischer Leiter und Regisseur an der Schaubühne Berlin. Anfangs leitete Ostermeier das Haus noch gemeinsam mit Jens Hillje, Sasha Waltz und Jochen Sandig, seit 2009 ist Ostermeier alleiniger künstlerischer Leiter.
Ostermeiers Regiearbeiten waren unter anderem am Deutschen Theater Berlin, am Deutschen Schauspielhaus Hamburg, an den Münchner Kammerspielen, am Burgtheater Wien und an der Comédie-Française in Paris zu sehen. Basierend auf den Schauspielmethoden von Konstantin Stanislawski und Wsewolod Meyerhold entwickelte Ostermeier für seine Probenarbeiten mit storytelling eine eigene Herangehensweise: Die Schauspieler sollen sich in vorgegebenen Rollenspielen aus eigenem Erlebten oder aktuellem Erleben einem bestimmten Thema des Bühnenstoffs nähern.
Ostermeier erhielt zahlreiche Auszeichnungen. So wurden bislang fünf seiner Inszenierungen zum Berliner Theatertreffen eingeladen. Der Friedrich-Luft-Preis wurde ihm zweimal, in den Jahren 1997 und 2011, verliehen. 2003 wurde er mit dem Wiener Theaterpreis Nestroy ausgezeichnet, 2009 und 2015 mit dem Ordre des Arts et des Lettres. 2011 wurde Ostermeier mit dem Goldenen Löwen der Biennale in Venedig ausgezeichnet, 2018 erhielt er das Bundesverdienstkreuz.
Von 2010 bis 2018 war er Präsident des Deutsch-Französischen Kulturrates. Er ist Mitglied der Deutschen Akademie der Darstellenden Künste und seit 2019 Mitglied der Akademie der Künste, Berlin.
2017 übernahm Ostermeier eine Nebenrolle in dem russischen Film Mathilde – Liebe ändert alles (Матильда). 2020 spielte er eine Nebenrolle in der Schweizer Produktion Schwesterlein.

## Inszenierungen

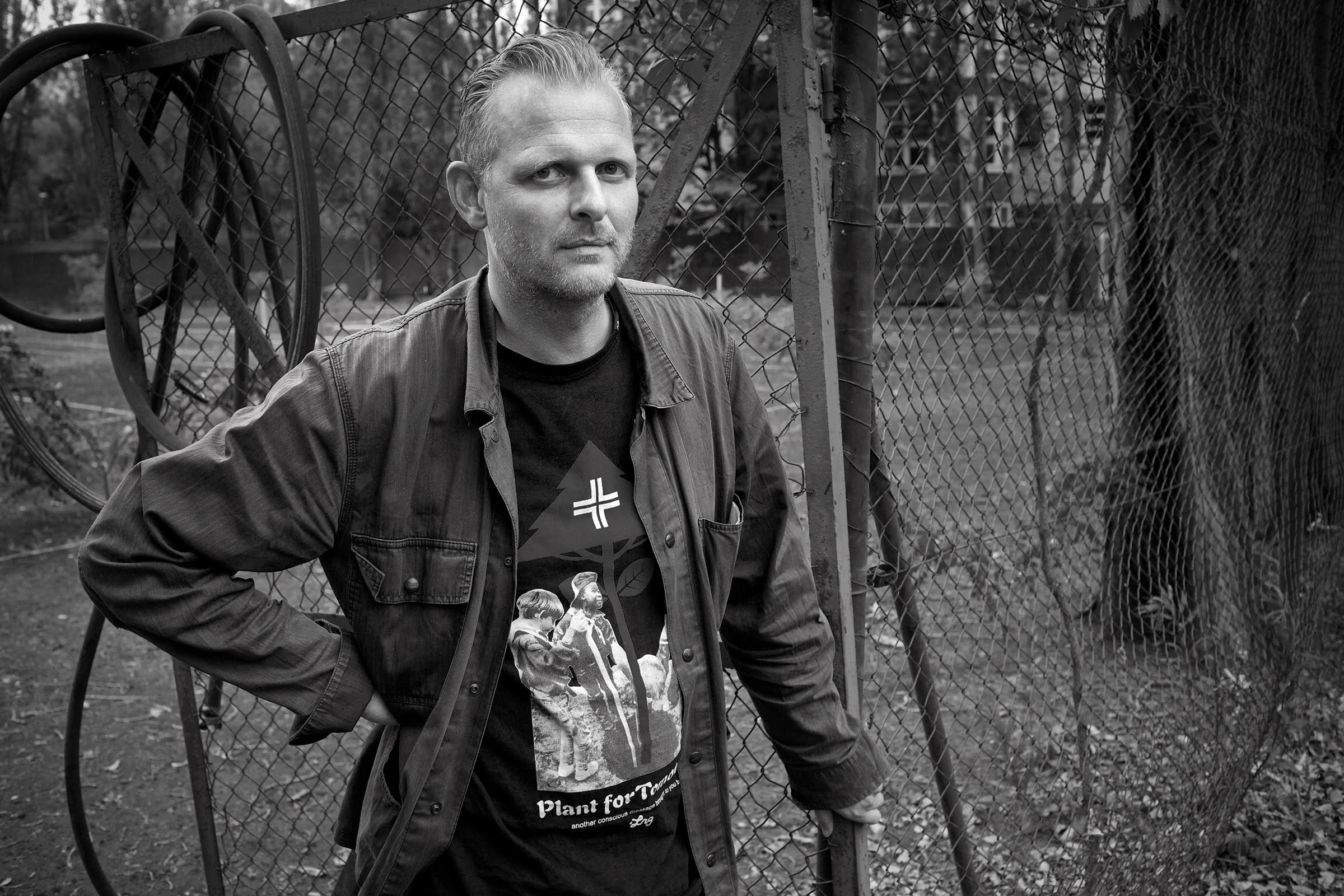
Thomas Ostermeier (2012)

- 1996: Recherche Faust / Artaud von Thomas Ostermeier, bat-Studiotheater Berlin
- 1996: Fette Männer im Rock von Nicky Silver, Baracke am Deutschen Theater Berlin
- 1997: Messer in Hennen von David Harrower, Baracke am Deutschen Theater Berlin (Einladung zum Berliner Theatertreffen 1998)
- 1997: Mann ist Mann von Bertolt Brecht, Baracke am Deutschen Theater Berlin
- 1997: Suzuki von Alexei Schipenko, Baracke am Deutschen Theater Berlin
- 1998: Shoppen & Ficken von Mark Ravenhill, Baracke am Deutschen Theater Berlin (Einladung zum Berliner Theatertreffen 1998)
- 1998: Unter der Gürtellinie von Richard Dresser, Baracke am Deutschen Theater Berlin
- 1999: Der blaue Vogel von Maurice Maeterlinck, Deutsches Theater Berlin
- 1999: Disco Pigs von Enda Walsh, Deutsches Schauspielhaus Hamburg
- 1999: Feuergesicht von Marius von Mayenburg, Deutsches Schauspielhaus Hamburg
- 2000: Personenkreis 3.1 von Lars Norén, Schaubühne Berlin
- 2000: Gier von Sarah Kane, Schaubühne Berlin
- 2000: Der Name von Jon Fosse, Schaubühne Berlin
- 2000: Parasiten von Marius von Mayenburg (Uraufführung), Schaubühne Berlin
- 2001: Das ist ein Stuhl von Caryl Churchill, Schaubühne Berlin
- 2001: Dantons Tod von Georg Büchner, Schaubühne Berlin
- 2001: Supermarket von Biljana Srbljanovic (Uraufführung), Schaubühne Berlin
- 2002: Der starke Stamm von Marieluise Fleißer, Münchner Kammerspiele
- 2002: Goldene Zeiten von Richard Dresser, Schaubühne Berlin
- 2002: Nora von Henrik Ibsen, Schaubühne Berlin (Einladung zum Berliner Theatertreffen 2003)
- 2003: Wunschkonzert von Franz Xaver Kroetz, Schaubühne Berlin
- 2003: Woyzeck von Georg Büchner, Schaubühne Berlin
- 2003: Suburban Motel 6: Risiko von George F. Walker, Schaubühne Berlin
- 2003: Der Würgeengel von Karst Woudstra, Schaubühne Berlin
- 2004: Lulu von Frank Wedekind, Schaubühne Berlin
- 2004: Baumeister Solness von Henrik Ibsen, Burgtheater Wien
- 2004: Eldorado von Marius von Mayenburg (Uraufführung), Schaubühne Berlin
- 2005: Zerbombt von Sarah Kane, Schaubühne Berlin
- 2005: Vor Sonnenaufgang von Gerhart Hauptmann, Münchner Kammerspiele
- 2005: Hedda Gabler von Henrik Ibsen, Schaubühne Berlin (Einladung zum Berliner Theatertreffen 2006)
- 2006: Trauer muss Elektra tragen von Eugene O’Neill, Schaubühne Berlin
- 2006: Ein Sommernachtstraum nach William Shakespeare (zusammen mit Constanza Macras), Schaubühne Berlin
- 2006: Liebe ist nur eine Möglichkeit von Christoph Nußbaumeder (Uraufführung), Schaubühne Berlin
- 2006: Das Produkt von Mark Ravenhill, Schaubühne Berlin
- 2007: Die Ehe der Maria Braun nach Rainer Werner Fassbinder, Münchner Kammerspiele (Einladung zum Berliner Theatertreffen 2008)
- 2007: Die Katze auf dem heißen Blechdach von Tennessee Williams, Schaubühne Berlin
- 2007: Room Service von John Murray und Allen Boretz, Schaubühne Berlin
- 2008: Die Stadt und Der Schnitt von Martin Crimp (Uraufführung) und Mark Ravenhill, Schaubühne Berlin
- 2008: Hamlet von William Shakespeare, Schaubühne Berlin
- 2009: John Gabriel Borkmann von Henrik Ibsen, Schaubühne Berlin
- 2009: Susn nach Herbert Achternbusch, Münchner Kammerspiele
- 2010: Dämonen von Lars Norén, Schaubühne Berlin
- 2010: Othello von William Shakespeare, Schaubühne Berlin
- 2011: Maß für Maß von William Shakespeare, Schaubühne Berlin
- 2012: Ein Volksfeind von Henrik Ibsen, Schaubühne Berlin
- 2013: Der Tod in Venedig / Kindertotenlieder nach Thomas Mann und Gustav Mahler, Schaubühne Berlin
- 2013:  Les revenants von Henrik Ibsen, Théâtre Vidy-Lausanne
- 2014: Die kleinen Füchse – The Little Foxes von Lillian Hellman, Schaubühne Berlin
- 2015: Richard III. von William Shakespeare, Schaubühne Berlin
- 2015: Bella Figura von Yasmina Reza, Schaubühne Berlin
- 2016: Professor Bernhardi von Arthur Schnitzler, Schaubühne Berlin
- 2016: La Mouette von Anton Tschechow, Théâtre de l’Odéon, Paris
- 2017: Rückkehr nach Reims nach Didier Eribon, Manchester International Festival / Schaubühne Berlin (Einladung zum Berliner Theatertreffen 2018)
- 2018: Im Herzen der Gewalt von Édouard Louis, Schaubühne Berlin
- 2018: La Nuit des rois ou tout ce que vous voulez von William Shakespeare, Comédie-Française, Paris
- 2018: Italienische Nacht von Ödön von Horváth, Schaubühne Berlin
- 2019: Abgrund von Maja Zade, Schaubühne Berlin
- 2019: Jugend ohne Gott von Ödön von Horváth, Schaubühne Berlin in Koproduktion mit den Salzburger Festspielen
- 2020: Qui a tué mon père von Édouard Louis, Théâtre de la Ville Paris
- 2021: Das Leben des Vernon Subutex 1 von Virginie Despentes, Schaubühne Berlin
- 2021: Ödipus von Maja Zade, Schaubühne Berlin
- 2023: Die Möwe von Anton Tschechow, Schaubühne Berlin
- 2024: Changes von Maja Zade, Schaubühne Berlin
- 2025: The Seagull von Anton Tschechow, Barbican Theatre, London

## Auszeichnungen
- 1997: B.Z.-Kulturpreis
- 1997: Friedrich-Luft-Preis für Messer in Hennen
- 1998: Theater des Jahres in der Kritikerumfrage der Zeitschrift Theater heute
- 1999: Bester junger Regisseur beim MESS-Festival in Sarajewo
- 2000: Europäischer Theaterpreis in Taormina
- 2002: Herald-Angel-Award in Edinburgh
- 2003: Politika-Preis des Internationalen Belgrader Theater-Festivals (BITEF) für Nora
- 2003: Nestroy-Theaterpreis in der Kategorie Beste Regie für Nora
- 2006: Publikumspreis Aufführung des Jahres der TheaterGemeinde Berlin für Hedda Gabler
- 2009: Officier des Ordre des Arts et des Lettres
- 2011: Friedrich-Luft-Preis für Maß für Maß
- 2011: Goldener Löwe der Biennale in Venedig
- 2014: Publikumspreis Aufführung des Jahres der TheaterGemeinde Berlin für Die kleinen Füchse
- 2015: Commandeur des Ordre des Arts et des Lettres
- 2016: Ehrendoktorwürde der University of Kent[5]
- 2018: Kythera-Preis
- 2018: Verdienstorden der Bundesrepublik Deutschland[6]

## Filme
- Thomas Ostermeier. Auf der Bühne wie im echten Leben. (OT: Thomas Ostermeier, insatiable théâtre.) Dokumentarfilm, Frankreich, 2016, 56:26 Min., Buch und Regie: Jérémie Cuvillier, Produktion: arte France, Compagnie des Indes, Erstsendung: 17. Juli 2016 bei arte, Inhaltsangabe von arte, (Memento vom 17. Juli 2016 im Internet Archive).
 Probenarbeiten zu Tschechows Möwe anlässlich des Theaterfestivals in Avignon.
- Abgeschminkt. Thomas Ostermeier. Dokumentarfilm, Deutschland, 2009, 15:22 Min., Buch und Regie: Johanna Schickentanz, Produktion: Euro Kultur-TV, ZDFtheaterkanal, ZDF, Reihe: Abgeschminkt, Erstsendung: 1. Mai 2009 beim ZDFtheaterkanal, Inhaltsangabe von ZDFtheaterkanal.